# Jessica Johanna Oseguera González
Jessica Johanna Oseguera González, dite La Negra, née le 23 juillet 1986  à San Francisco, est une criminelle américano-mexicaine. Elle est la fille de Nemesio « El Mencho » Oseguera Cervantes et de Rosalinda González Valencia.

## Biographie
Jessica Johanna Oseguera González naît le 23 juillet 1986 à San Francisco aux États-Unis. Ses parents, mexicains, sont Nemesio  « El Mencho » Oseguera Cervantes, qui deviendra un des fondateurs du Cartel de Jalisco Nouvelle Génération et son leader, et Rosalinda González Valencia, dont la famille est liée au Cartel de Milenio. Elle a la double nationalité américano-mexicaine,.
Elle étudie dans une université de Guadalajara au Mexique et obtient une licence de marketing.
Le 26 février 2020, les autorités américaines arrêtent Jessica Johanna Oseguera González dans un tribunal de Washington. Elle devait assister à l'audience préliminaire de son frère, Rubén Oseguera González, qui avait été extradé du Mexique vers les États-Unis le 21 février 2020. Elle fait l'objet de cinq chefs d'accusation pour son implication dans des entreprises mexicaines liées au narcotrafic. Ces entreprises étaient désignées par l'Office of Foreign Assets Control,,,.
Le 12 mars 2021, Jessica Johanna Oseguera González plaide coupable d'avoir délibérément effectué des transactions financières avec des entreprises mexicaines désignées par l'Office of Foreign Assets Control. Elle risque alors jusqu'à 30 ans de prison. Le 11 juin, elle est finalement condamnée à 30 mois de prison. Elle est détenue à la l'institution correctionnelle fédérale de Dublin, en Californie, car ses avocats demandent qu'elle soit transférée dans la région afin qu'elle puisse être proche de sa famille. Le Bureau fédéral des prisons prévoit sa libération au 13 avril 2022,,,.
Elle est en réalité libérée le 14 mars 2022, après avoir bénéficié du First Step Act (en), une loi américaine adoptée en décembre 2018,.

## Annexe

### Voir également
- Nemesio  « El Mencho » Oseguera Cervantes
- Rosalinda González Valencia
- Cartel de Jalisco Nouvelle Génération